# Ge You
Ge You (chinês simplificado: 葛优; chinês tradicional: 葛優; nascido em 19 de abril de 1957) é um ator chinês. Um dos atores mais reconhecidos na China, ele é conhecido por sua cabeça careca característica, timing cômico e atuação inteligente e sutil. Ele se tornou o primeiro ator asiático a ganhar o Prêmio de Melhor Ator em Cannes por seu papel em Huo zhe (1994), de Zhang Yimou. Ele também é conhecido por seriados de TV Stories From The Editorial Board (1992) e I Love My Family (1994); filmes Da Sa Ba (1993), Ba wang bie ji (1993), Qín Sòng (1996), Jia fang yi fang (1997), Dàwàn (2001), Shou ji (2003), Shou ji (2004), Yè yàn (2006), Zhào Shì Gū Ér (2010), e a série de filmes Fei cheng wu rao (2008–2024).

## Carreira
O pai de Ge, Ge Cunzhuang, foi um ator que apareceu em Little Soldier Zhang Ga, Red Flag Composition, Daqing Artillery Team. A mãe de Ge, Shi Wenxin, foi editora de roteiro no Beijing Film Studio. A irmã mais nova de Ge, Ge Jia, que estudou filosofia e literatura alemã, é uma escritora que vive na América.
Após se formar no ensino médio, Ge foi para os subúrbios de Pequim para criar porcos. Aos 25 anos, ele se juntou à Trupe de Arte da Federação Nacional de Sindicatos e se tornou um ator de teatro. Em 1984, Ge desempenhou um pequeno papel em Sheng Xia and His Fiancee.
Ge foi impulsionado à fama quando estrelou o filme Wan zhu (1988), adaptado do popular romance de Wang Shuo de mesmo nome, pelo qual Ge foi indicado ao Golden Rooster Award de Melhor Ator. Em 1992, ele estrelou o seriado de TV Stories From The Editorial Board. Ele ganhou aclamação internacional por seu papel no filme Huo zhe (1994), dirigido por Zhang Yimou e adaptado do romance de Yu Hua. Pelo filme, ele se tornou o primeiro chinês a ganhar o Prêmio de Melhor Ator no Festival de Cinema de Cannes. Ele seguiu com uma série de filmes aclamados pela crítica, como Guo nian (1991), The Spring Festival (1991), que lhe rendeu o prêmio Hundred Flowers de Melhor Ator Coadjuvante, e Ba wang bie ji (1993). Desde 1997, ele estabeleceu uma colaboração bem-sucedida com o diretor Feng Xiaogang.

## Vida pessoal
Ge conheceu He Cong, então professora de arte, em 1985. Eles se casaram em 1988.

## Filmografia

### Cinema
| Ano  | Título em inglês              | Título original  | Personagem                                   | Notas |
| ---- | ----------------------------- | ---------------- | -------------------------------------------- | --- |
| 1985 | Sheng Xia He Ta De Wei Hun Fu | 盛夏和她的未婚夫 | Wei Xuejin                                   | |
| 1985 | Mountain's Daughter           | 山的女儿         | Zhu Guangjin                                 | |
| 1985 | Army Nurse                    | 女儿楼           | Paciente                                     | |
| 1986 | Perfect Matches               | 情投意合         | Ke Nian                                      | |
| 1988 | The Troubleshooters           | 顽主             | Yang Zhong                                   | |
| 1988 | Elope                         | 私奔             | Gou Li                                       | |
| 1989 | Ballad of the Yellow River    | 黄河谣           | Hei Gutou                                    | |
| 1989 | Codename Cougar               | 代号美洲豹       | Zheng Xianping                               | |
| 1990 | The Ozone Layer Vanishes      | 大气层消失       | Toushi                                       | |
| 1990 | Peking Duck Restaurant        | 老店             | Mestre Ji                                    | |
| 1990 | Street Knight                 | 马路骑士         | Chefe                                        | |
| 1990 | Someone Falls in Love with Me | 有人偏偏爱上我   | Cabeleireiro                                 | |
| 1991 | Girl of the Times             | 新潮姑娘         |                                              | |
| 1991 | Comic Star                    | 喜剧明星         | Professor Ge                                 | |
| 1991 | Steel Meets Fire              | 烈火金刚         | Xi Shiguan                                   | |
| 1991 | The Spring Festival           | 过年             | Ding Yuan                                    | Hundred Flowers Awards de Melhor Ator Coadjuvante Prêmio da Sociedade no Golden Phoenix Awards                                            |
| 1991 | Woman-Taxi-Woman              | 女人·TAXI·女人   | Marido de Zhang Wenxiu                       | |
| 1991 | The Tragedy of Comedian       | 悲喜人生         | Diretor                                      | |
| 1992 | After the Final Battle        | 决战之后         | Wenqiang                                     | |
| 1992 | Their Marriages               | 父子婚事         | Da You                                       | |
| 1992 | Conned Once                   | 上一当           | Liu Shan                                     | |
| 1992 | Divorce Wars                  | 离婚大战         | Da Ming                                      | |
| 1993 | The Vanished Woman            | 消失的女人       | Shan Liren                                   | |
| 1993 | After Separation              | 大撒把           | Gu Yan                                       | Golden Rooster Awards de Melhor Ator |
| 1993 | Farewell My Concubine         | 霸王别姬         | Yuan Shiqing                                 | |
| 1994 | Born Coward                   | 天生胆小         | Diretor Guan                                 | |
| 1994 | To Live                       | 活着             | Xu Fugui                                     | Prêmio de Melhor Ator no Festival de Cinema de Cannes                                                                                     |
| 1996 | The Emperor's Shadow          | 秦颂             | Gao Jianli                                   | |
| 1997 | The Dream Factory             | 甲方乙方         | Yao Yuan                                     | Hundred Flowers Awards de Melhor Ator Ator Mais Popular no Beijing College Student Film Festival                                          |
| 1997 | Keep Cool                     | 有话好好说       | Policial                                     | |
| 1997 | Eighteen Springs              | 半生緣           | Zhu Hongcai                                  | |
| 1998 | Be There or Be Square         | 不见不散         | Liu Yuan                                     | |
| 1999 | Sorry Baby                    | 没完没了         | Han Dong                                     | |
| 1999 | Butterfly Smile               | 蝴蝶的微笑       | Kang Ping                                    | |
| 2001 | Big Shot's Funeral            | 大腕             | Yoyo                                         | Hundred Flowers Awards de Melhor Ator Ator Mais Popular no Beijing College Student Film Festival Chinese Film Media Awards de Melhor Ator |
| 2003 | Cala, My Dog!                 | 卡拉是条狗       | Lao Er                                       | Ator Mais Popular no Beijing College Student Film Festival Chinese Film Media Awards de Melhor Ator                                       |
| 2003 | Cell Phone                    | 手机             | Yan Shouyi                                   | Hundred Flowers Awards de Melhor Ator Chinese Film Media Awards de Melhor Ator                                                            |
| 2004 | A World Without Thieves       | 天下无贼         | Hu Li                                        | |
| 2005 | Suffocation                   | 窒息             | Chen Xiao                                    | |
| 2006 | The Banquet                   | 夜宴             | Imperador Li                                 | |
| 2007 | Shi Pin                       | 十品             | Kou Zhun                                     | |
| 2007 | Shanghai Red                  | 紅美麗           | Sr. Feng                                     | |
| 2007 | Na Qie                        | 纳妾             | Velho Lee                                    | |
| 2007 | Crossed Lines                 | 命运呼叫转移     | Lao San                                      | |
| 2008 | If You Are the One            | 非诚勿扰         | Qin Fen                                      | Prêmio Especial do Júri no Golden Phoenix Awards                                                                                          |
| 2008 | Desires of the Heart          | 桃花运           | Wang Mang                                    | |
| 2009 | Gasp                          | 气喘吁吁         | Li Qiang                                     | |
| 2009 | The Founding of a Republic    | 建国大业         | Líder da Quarta Divisão do Exército Vermelho | Cameo |
| 2010 | Let the Bullets Fly           | 让子弹飞         | Tang (Ma Bangde)                             | China Film Director's Guild Awards de Melhor Ator Chinese Film Media Awards de Melhor Ator                                                |
| 2010 | Sacrifice                     | 赵氏孤儿         | Cheng Ying                                   | Huabiao Awards de Melhor Ator Melhor Ator no Beijing College Student Film Festival                                                        |
| 2010 | If You Are the One 2          | 非诚勿扰2        | Qin Fen                                      | |
| 2013 | Personal Tailor               | 私人订制         | Yang Zhong                                   | |
| 2014 | Gone with the Bullets         | 一步之遥         | Xiang Feitian                                | |
| 2016 | The Wasted Times              | 罗曼蒂克消亡史   | Sr. Lu                                       | Melhor Ator no Festival Internacional de Cinema de Macau                                                                                  |
| 2017 | Cook Up a Storm               | 决战食神         | Hong Qi                                      | |
| 2018 | Mad Ebriety                   | 断片之险途夺宝   | Tio Ya                                       | |
| 2019 | My People, My Country         | 我和我的祖国     |                                              | [ 3 ] |
| 2019 | Two Tigers                    | 两只老虎         |                                              | [ 4 ] |
| 2020 | My People, My Homeland        | 我和我的家乡     |                                              | [ 5 ] |
| 2021 | Schemes in Antiques           | 古董局中局       | Fu Gui                                       | [ 6 ] |
| 2023 | If You Are the One 3          | 非诚勿扰3        | Qin Fen                                      | |

### Séries de televisão
| Ano  | Título em inglês                 | Título original | Personagem   | Notas                                      |
| ---- | -------------------------------- | --------------- | ------------ | ------------------------------------------ |
| 1990 | Fortress Besieged                | 围城            | Li Meiting   |                                            |
| 1992 | Stories From The Editorial Board | 编辑部的故事    | Li Dongbao   | China TV Golden Eagle Award de Melhor Ator |
| 1992 | Beiyang Fleet                    | 北洋水师        | He Jing      |                                            |
| 1994 | I Love My Family                 | 我爱我家        | Ji Chunsheng |                                            |
| 1995 | Story of Beijing Tanqiu          | 北京深秋的故事  |              |                                            |
| 1996 | A Native of Shanghai in Tokyo    | 上海人在东京    | Qiu Minghai  |                                            |
| 1997 | Kou Laoxi'er                     | 寇老西儿        | Kou Zhun     |                                            |
| 1999 | Divorce                          | 离婚            | Velho Lee    |                                            |